# 马克多夫
马克多夫（德語：Markdorf，發音：[ˈmaʁkˌdɔʁf] ⓘ）是德国巴登-符腾堡州蒂宾根行政区博登湖县的城市，面积40.91平方千米，2023年12月31日人口为14,406人。

## 友好城市
- 法國 恩西赛姆